# Diazoniové soli
Diazoniové soli jsou soli vzniklé z aromatických primárních aminů diazotací. Diazoniové soli jsou málo stálé, ale zato velmi reaktivní. Slouží proto jako výchozí látka pro přípravu různých derivátů arenů, azobarviv, léčiv.

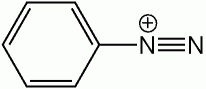
Benzendiazoniový kation

## Reakce arendiazoniových solí

### Azo kopulace
Kopulace je reakce diazoniové soli s aromatickými aminy nebo fenoly. Vznikající diazosloučeniny se používají jako azobarviva.

### Substituce diazoniové skupiny

#### Sandmeyerova reakce
Činidlem jsou měďné soli a slouží k přípravě chlor-, brom- a kyanoderivátů arenů, popř. i arylthiokyanátů.

#### Gattermannova reakce
Používá se alkalický kyanid nebo dusitan v přítomnosti měďného prášku. Vznikají arylisokyanáty nebo nitroareny.

#### Eliminace diazoniové skupiny
Eliminace se provádí kyselinou fosfornou.
Ar-N≡N-X + H2O + H3PO2 → ArH + HX + H3PO4

#### Jodderiváty
Připravují se působením jodidu draselného.
Ar-N≡N-Cl + KI → ArI + N2 + KCl

#### Schiemanova reakce
Diazoniová sůl reaguje s kyselinou tetrafluoroboritou nebo s fluoroboritanem sodným za vzniku málo rozpustného arendiazoniumtetraboritátu, který se poté opatrně termicky štěpí za vzniku fluoroderivátu.

#### Redukce na arylhydraziny
Redukčním činidlem je siřičitan sodný. V první fázi dochází k adici siřičitanového aniontu na dusík diazoniové soli. Poté dochází k adici siřičitanového aniontu a protonu na dvojnou vazbu mezi atomy dusíku. Následuje hydrolýza meziproduktu zředěnou kyselinou chlorovodíkovou. Na vzniklý hydrochlorid se poté působí roztokem hydroxidu sodného.